# いちごはちみつ
いちご𝄞はちみつは真優とのみこによるユニット。中央はト音記号で表記される。いちご担当は真優で、はちみつ担当はのみこである。

## メンバー
- 真優（福島県出身、4月11日生まれのO型）は、歌手、声優
- のみこ（徳島県出身、2月18日生まれのA型）は、歌手、声優

## 略歴
2007年12月22日に行われた『EVIHABARA-15丁目』では「真優withのみこ」として出場する。しかし、かつて2004年12月11日に行われた『LINEAR05』では【LOOPCUBE feat. 真優 & のみこ】と以前にも共演している。
2008年3月9日、東京・恵比寿のライブハウス・LIVE GATE TOKYOで行われた『Happiest Angel Vol.2』 で「いちご・はちみつ」（・はト音記号）とユニット名を紹介。そして「いちごはちみつ新聞」創刊号として0号を配布し、自己紹介が記されている。そして2008年4月24日には公式ブログサイトを立てた。

### 活動休止について
2008年5月31日にレベルアップを図るためソロ活動に専念したいというのを理由に無期限活動休止を発表。
2008年10月13日に開催される「EVIHABARA-21丁目」では真優のゲストとしてのみこが出演した。しかし休止中のままではあるが、事実上の再結成や、2008年9月21日にブログの更新なども見受けられる。
また、「真優☆のみこカウントダウンラジオ」というネット配信によるラジオを1月30日から6月6日に行われるライブ「真優・のみこツーマンライブMiracleHappy！」までの月1更新により放送された。

### ユニット解散について
2009年12月6日にて、双方の目指す方向性の違いから完全に解散することを宣言し、2009年12月24日にブログにて解散を正式に発表された。

## ユニット名由来
いちごはちみつの命名は真優のサイト名「真優 Official Web Site Strawberry☆Milk 」から「いちご」と、のみこの好物「はちみつ」を合わせて命名したものらしい。ただ、アキバ系BBチャンネルで放送されている「真優のぱじゃまのままでおしゃべりしよう☆」で「まゆのみ」という名前などが来ると、「またの機会に」ということを述べている。

## 音楽作品
また、ライブ限定でしか聞けないというユニットのオリジナル曲として「ムテキラ☆彡」「友達と恋の距離に」「アクアシップ・ブルー」「ミルキーウェイな片想い☆」と4曲確認されている。（2008年5月現在）
ちなみに「アクアシップ・ブルー」「ムテキラ☆彡」の歌詞カードは2008年3月9日に配布され、「ミルキーウェイな片想い☆」の歌詞カードは2008年5月6日に配布された。
また、「ミルキーウェイな片想い☆」は5周年を記念した配布CD「歌手活動５周年ありがとう記念」に、真優名義で、コーラスにのみこが入り、事実上いちごはちみつの曲が初めてCD化された１曲目である。CD化については作曲のOdiakesとのみこに許可をもらって、真優バージョンとした。

## ライブ
今までに6回行われ、いちごはちみつ新聞を0号・1号と号外を配布している。
- EVIHABARA-15丁目（2007年12月22日）
- Happiest Angel Vol.2（2008年3月9日）0号配布
- OTO-HABARA GWSP0506 （2008年5月6日）1号配布
- TOKYO GIRLS MIX FACTORY vol.1（2008年5月10日）号外二部配布
- EVIHABARA-21丁目（2008年10月13日）
- 真優・のみこツーマンライブMiracleHappy！（2009年6月6日）